# HD 149404
HD 149404, también conocida cómo V918 Scorpii, es una estrella doble que únicamente se puede separar mediante métodos espectroscópicos situada en la zona suroeste de la constelación del Escorpión, a una distancia del Sol no demasiado bien conocida pero que algunos autores piensan que es similar a la de la asociación estelar Ara OB1, la misma a la que pertenece el cúmulo abierto NGC 6193, es decir 4500 años luz aproximadamente. Con una magnitud aparente de 5,47 es visible a simple vista desde cielos libres de contaminación lumínica.

## Características
HD 149404 está formada por dos estrellas supergigantes de tipo espectral O7.5(f) y ON9.7, con luminosidades respectivas de 790.000 y 600.000 veces la del Sol, masas de 60 y aproximadamente 50 masas solares, y radios respectivos de 24,3 veces y 28,1 veces los de nuestra estrella, estando sus centros separados por una distancia aproximadamente similar a la existente entre el Sol y Mercurio —aproximadamente 50 millones de kilómetros—, estando la secundaria algo más evolucionada que la primaria quizás debido a transferencia de materia entre ambas.
Las dos estrellas están tan cerca una de la otra que su vientos estelares interaccionan, algo que puede apreciarse en su espectro.